# Shoji Toyama
Shoji Toyama (唐山 翔自 Toyama Shoji?), född 21 september 2002 i Osaka prefektur, är en japansk fotbollsspelare.
Toyama började sin karriär 2019 i Gamba Osaka.